# Cuarteto Beethoven

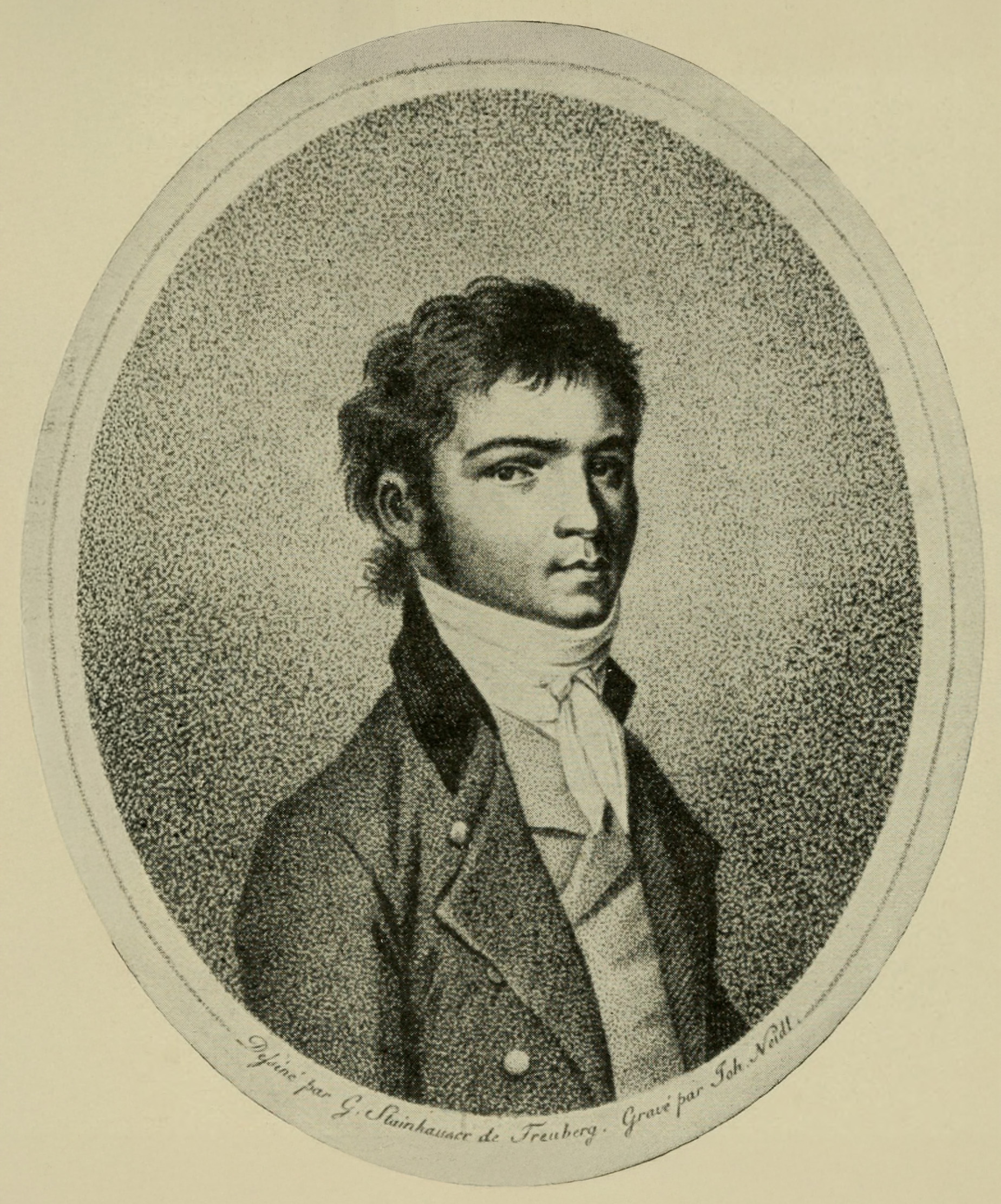
Ludwig van Beethoven a los 26 años en 1796

Para la lista de los cuartetos de cuerda de Beethoven, véase Cuartetos de cuerda de Ludwig van Beethoven
El Cuarteto Beethoven (en ruso: Струнный квартет имени Бетховена, Strunnyĭ kvartet imeni Betkhovena) fue fundado entre 1922 y 1923 por estudiantes del Conservatorio de Moscú: los violinistas Dmitri Tsyganov y Vasily Shirinsky, el violista Vadim Borísovski y el violonchelista Sergei Shirinsky. En un principio se llamó Cuarteto Conservatorio de Moscú pero en 1931 cambiaron el nombre a Cuarteto Beethoven. Durante los cincuenta años que permaneció unida, la formación interpretó más de seiscientas composiciones y grabó más de doscientas obras.

## Trayectoria
A partir de 1938 el cuarteto Beethoven colaboró estrechamente con el compositor Dmitri Shostakovich y estrenaron trece de sus quince cuartetos de cuerda, desde el No. 2 hasta el No. 14. Dicho compositor dedicó sus cuartetos No. 3 y No. 5 a la formación, y los compuestos posteriormente a los miembros individualmente: El No. 11 a la memoria de Vasily Shirinsky, el No. 12 a Tsyganov, el cuarteto No. 13 a Borísovski, y el No. 14 a Sergei Shirinsky. Además de los cuartetos de cuerda, el cuarteto Beethoven también estrenó el Quinteto para piano de Shostakovich, con el compositor al piano, y el Trío para piano No. 2, con dos de los miembros del cuarteto.
En 1964, Fyodor Druzhini reemplazó a Borisovsky, y en 1977, Oleh Krysa sustituyó a Tsyganov.
Sergei Shirinsky falleció durante los ensayos del Cuarteto para cuerda No. 15 de Shostakovich.

## Miembros
Violín I
- Dmitri Tsyganov (1923–1977)
- Oleh Krysa (1977–1990)

Violín II
- Vasily Shirinsky (1923–1965)
- Nikolai Zabavnikov (1965–1990)

Viola
- Vadim Borísovski (1923–1964)
- Fyodor Druzhinin (1964–1988)
- Mikhail Kugel (1988–1990)

Violonchelo
- Sergei Shirinsky (1923–1974)
- Yevgeny Altman
- Valentin Feigin
- Urmas Tammik (1988–1990)